# 154-та резервна дивізія (Третій Рейх)

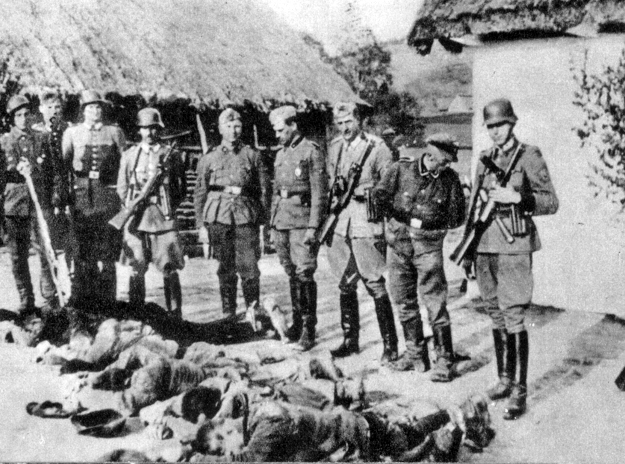
Польські селяни розстріляні німецькою поліцією поблизу Радома. Окупована Польща. 1943

154-та резервна дивізія (Третій Рейх) (нім. 154. Reserve-Division) — резервна піхотна дивізія Вермахту за часів Другої світової війни. 1 жовтня 1944 року перетворена на 154-ту навчально-польову дивізію.

## Історія
154-та резервна дивізія сформована 15 вересня 1942 року в Ландсгуті шляхом переформування дивізії № 154. Згодом дивізію передислокували на територію окупованої Польщі для виконання охоронних функцій та проведення антипартизанських акцій проти польського руху опору. На фондах, що залишилися в Німеччині, за рахунок резервів розгорталася наступна дивізія — Дивізія № 404.
Протягом 1942—1944 років Виконувала бойові завдання на сході Польщі в регіоні Краків-Ряшів-Тарнів-Мелець-Ярослав та з червня 1943 і в Західній Україні: Львів-Броди-Тернопіль-Чортків-Станіслав-Долина.
5 березня 1944 року частка сил з'єднання була спрямована на формування піхотної дивізії «Генеральна губернія». У серпні 1944 року через важкі втрати в боях на поповнення дивізії надійшли формування з 174-ї резервної дивізії.
З серпня 1944 продовжувала вести бої у складі 17-ї армії, а з вересня — у 1-й танковій армії на заході України. 1 жовтня 1944 року перетворена на 154-ту навчально-польову дивізію.

## Райони бойових дій
- Генеральна губернія (вересень 1942 — березень 1944);
- Східний фронт (центральний напрямок) (березень — жовтень 1944).

## Командування

### Командири
- генерал-лейтенант доктор філософії Фрідріх Альтріхтер (нім. Dr. Friedrich Altrichter) (15 вересня 1942 — 20 квітня 1944);
- генерал-лейтенант Альфред Тільманн (нім. Alfred Thielmann) (20 квітня — 1 жовтня 1944).

### Підпорядкованість
| Час      | Корпус | Армія       | Група армій (округ)            | Штаб    |
| -------- | ------ | ----------- | ------------------------------ | ------- |
| 1944     |        |             |                                |         |
| серпень  | —      | 17-та армія | Група армій «Північна Україна» | Україна |
| вересень | —      | 1-ша ТА     | Група армій «Північна Україна» | Україна |

### Склад
| Вересень 1942                          |
| -------------------------------------- |
| 56-й резервний гренадерський полк      |
| 223-й резервний гренадерський полк     |
| 255-й резервний гренадерський полк     |
| 24-й резервний артилерійський дивізіон |
| 24-й резервний інженерний батальйон    |